# Hyperinflatie

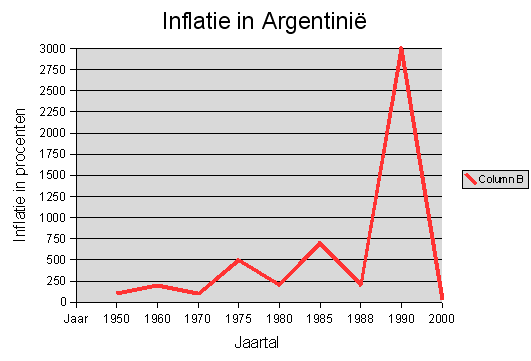
Hyperinflatie in Argentinië

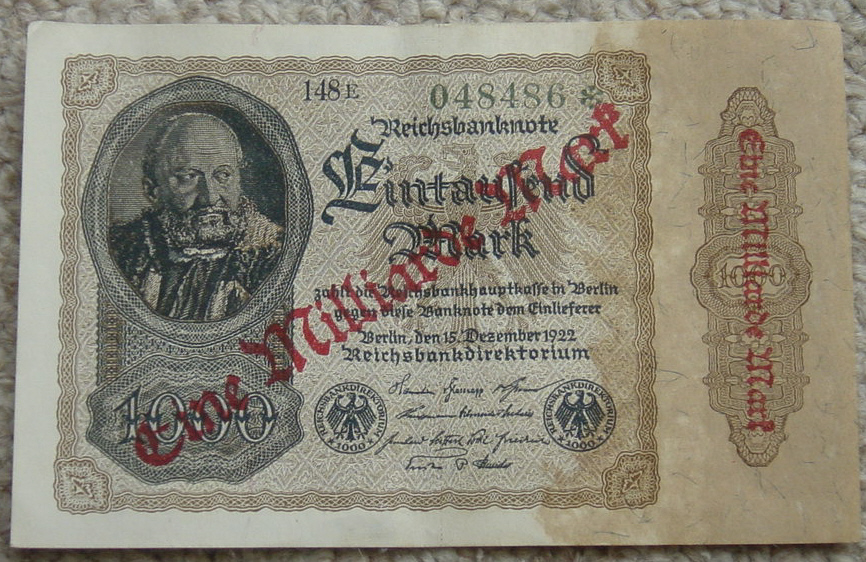
Biljet van 1 miljard Reichsmark uit 1923

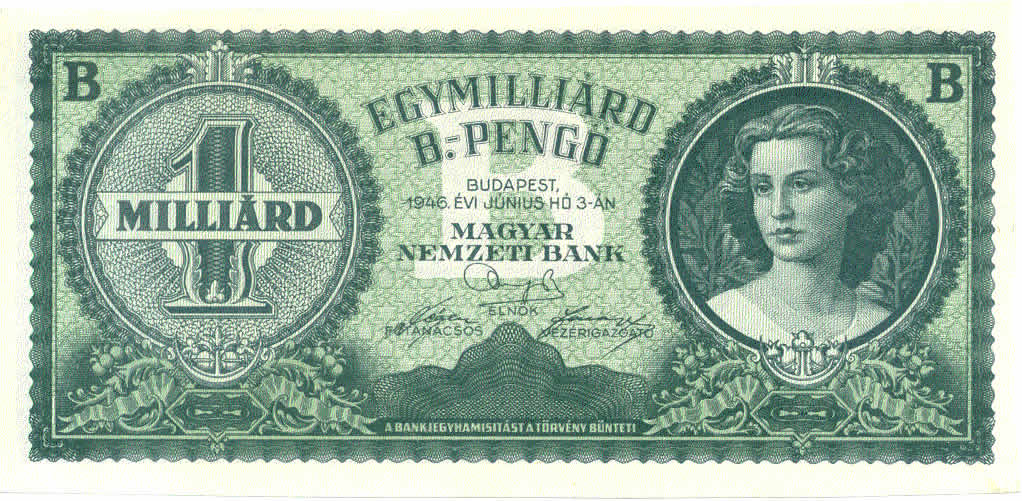
Biljet van 1 miljard B-pengő uit 1946

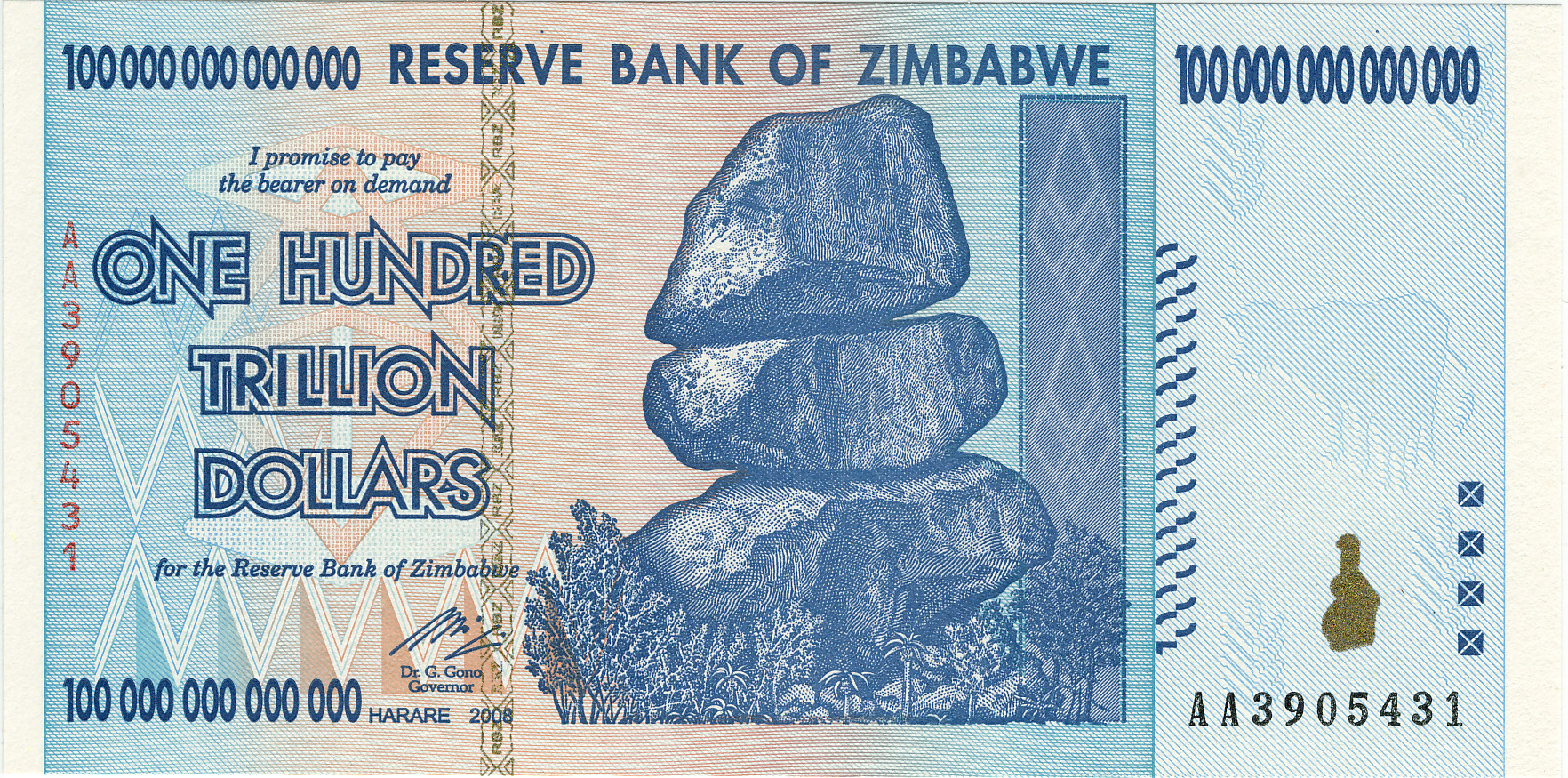
Biljet van 100 biljoen Zimbabwaanse dollar uit 2009

Hyperinflatie is een oncontroleerbare inflatie met als gevolg geldontwaarding of muntontwaarding waardoor de volle winkelkar elke dag duurder is geworden ten opzichte van de dag voordien. Hierdoor is het geld bijna niets meer waard en de koopkracht is drastisch gedaald. 
Het monetaire beleid van de Europese Centrale Bank (ECB) en nationale centrale banken hebben de taak zich te richten op het handhaven van de prijsstabiliteit om inflatie & hyperinflatie te voorkomen. Het meten wordt uitgedrukt in een percentage via het inflatiecijfer. Er wordt gestreefd naar de inflatiepercentage van 2% op een middellange termijn.

## Definitie
Een veelgebruikte definitie van hyperinflatie is die van Phillip Cagan uit 1956. In zijn boek The Monetary Dynamics of Hyperinflation definieerde hij een periode met hyperinflatie als volgt: het beginpunt ligt in de maand waarin het maandelijkse inflatie boven de 50% uitkomt, en het eindpunt wanneer het maandelijkse inflatie onder 50% zakt en daar blijft gedurende ten minste 12 maanden. Deze definitie is vaak versimpeld tot de periode waarin de maandelijkse inflatie hoger is dan 50%. Bij een inflatie van 50% per maand verdubbelen de prijzen elke 52 dagen.
De International Accounting Standards Board (IASB) heeft richtlijnen opgesteld voor boekhoudregels in een hyperinflatoire omgeving. Het stelt geen absolute regel vast wanneer hyperinflatie optreedt, maar noemt factoren die wijzen op het bestaan van hyperinflatie:
- De bevolking houdt haar (spaar)geld liever in goederen, niet-monetaire activa, of in een relatief stabiele vreemde valuta. Bankbiljetten in lokale valuta worden onmiddellijk uitgegeven om de koopkracht te behouden;
- De algemene bevolking geeft de voorkeur aan prijzen in een relatief stabiele vreemde valuta in plaats van de sterk fluctuerende prijzen in de lokale valuta;
- Ver- en aankopen op krediet vinden plaats tegen prijzen die het verwachte koopkrachtverlies tijdens de kredietperiode compenseren, zelfs als de periode kort is;
- Rentetarieven, lonen en prijzen zijn gekoppeld aan een prijsindex en
- Het cumulatieve inflatiepercentage over een periode van drie jaar is 100% of hoger.

## Ontstaan
De meeste hyperinflaties worden veroorzaakt door begrotingstekorten die worden gefinancierd door de geldhoeveelheid uit te breiden. Peter Bernholz analyseerde in zijn boek 29 hyperinflaties, volgens de definitie van Cagan, en concludeerde dat er op zijn minst 25 hierdoor zijn veroorzaakt. Een noodzakelijke voorwaarde voor hyperinflatie is het gebruik van papiergeld in plaats van gouden of zilveren munten. Aan de aanvoer van edelmetalen zijn fysieke restricties die nauwelijks optreden bij papier, inkt en drukpersen.
Bij een begrotingstekort krijgt de overheid veel minder geld binnen dan ze uitgeeft. Wanneer de inkomsten niet verhoogd kunnen worden door meer belasting te heffen en geld lenen geen optie meer is, dan kan het tekort worden verholpen door de geldpersen aan te zetten. Er wordt een grote hoeveelheid geld gecreëerd die niet in verhouding staan tot de daadwerkelijke economische groei van het betreffende land. De centrale bank speelt hierbij een rol. Het is een centrale bank veelal verboden om rechtstreeks geld uit te lenen aan de overheid. Door geld te drukken en dit aan commerciële banken uit te lenen, kunnen de commerciële banken aan girale geldschepping doen en zo nog meer geld in de economie te steken. Als dit op grote schaal gebeurt, dan kan dit leiden tot hyperinflatie. Andere mogelijke oorzaken van hyperinflatie zijn bijvoorbeeld speculatie en het wegvallen van vertrouwen in een munt.
Omdat snel stijgende prijzen leiden tot waardevermindering van het geld, gaan mensen zo snel als mogelijk het geld uitgeven aan goederen of diensten. Dit leidt tot extra vraag waardoor de prijzen nog sterker kunnen gaan stijgen en dit kan tot een vicieuze cirkel van steeds meer inflatie opleveren.

## Gevolgen
Hyperinflatie is zeer nadelig voor een economie. Werknemers, pensioengerechtigden en mensen met een andere uitkering kunnen minder kopen als hun salaris of uitkering niet worden verhoogd in lijn met de inflatie. De lonen zijn vaak wel geïndexeerd en volgen de inflatie maar dit gebeurt veelal met een vertraging waardoor hun koopkracht toch afneemt. Voor de schuldeisers en spaarders is het catastrofaal, de schuldvorderingen en spaartegoeden luiden in nominale bedragen en worden waardeloos. Investeerders trekken massaal hun geld terug. Consumenten nemen hun geld van de banken op en beleggen in buitenlandse valuta of waardevaste goederen. Dit veroorzaakt de bekende "run op de bank", met als gevolg een golf van faillissementen in het bankwezen. Dit komt ook voor bij hoge inflatie, zoals in Argentinië waarbij men in 2002 dit trachtte te voorkomen door de saldi te bevriezen, wat tot woedende reacties en een politieke en sociale crisis leidde. Men verliest het vertrouwen in geld, en de zeer inefficiënte ruilhandel keert terug. De schuldenaren, waaronder de overheid met de staatsschuld, hebben er voordeel bij want de schulden kunnen steeds gemakkelijker terugbetaald worden. Bij hyperinflatie wordt ook het rekenen met geld steeds lastiger: men moet in duizenden, miljoenen en miljarden rekenen.

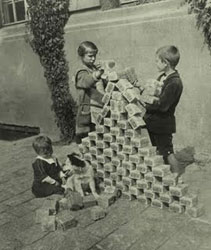
Duitse kinderen spelen met bundels papiergeld omdat het nauwelijks waarde meer heeft. (1923)

De Duitse hyperinflatie van 1922-1923 is wel het bekendst. Deze inflatie was een gevolg van het feit dat de Fransen het Ruhrgebied bezetten om herstelbetalingen van de Duitsers af te dwingen. De Duitse overheid koos er om politieke redenen voor om de uit protest in staking gegane arbeiders door te betalen. Voor dat doel werden en masse Papiermarken bijgedrukt. De politici hadden kunnen kiezen om geen salarissen door te betalen, hogere belastingen te heffen, meer te bezuinigen of staatsleningen uit te schrijven. Op het hoogtepunt werden de prijzen dagelijks tien keer zo hoog als de vorige dag.
De burgers gebruikten bankbiljetten als brandstof voor de kachel, omdat ze meer warmte gaven dan de brandstof die men met dezelfde hoeveelheid bankbiljetten kon kopen. Een Duitse spaarder kreeg van zijn bank een brief met de volgende inhoud.

Met spijt moet de bank uw spaarrekening met een saldo van 68.000 mark sluiten. Het bedrag weegt niet op tegen de kosten. We sturen u bij deze het geld terug. We hebben geen bankbiljetten met een kleine coupure en hebben het bedrag naar boven afgerond. Bijgevoegd een bankbiljet van 1 miljoen mark.

Op de brief zat een postzegel van 5 miljoen mark.
In Venezuela werd de inflatie geraamd op 1 miljoen procent in 2018. Per eind juli 2018 kostte een busrit gemiddeld zo'n 40.000 bolívar en het grootste bankbiljet is 100.000 bolívar. Met een bankpas kan maximaal 10.000 bolívar per dag worden opgenomen en bij een bank is dat 30.000. Voor grote aankopen zijn bankbiljetten zeer onpraktisch, maar via de mobiele telefoon kan geld worden overgemaakt en daar wordt veel gebruik van gemaakt. Op 1 oktober 2021 werden voor de zoveelste keer zes nullen van de bankbiljetten geschrapt. 1 miljoen oude bolívar werd dus 1 nieuwe bolívar.

## Oplossingen
Hyperinflatie ontstaat in de meeste gevallen door overheden die meer geld uitgeven dan er binnenkomt. Om het tekort aan te vullen wordt de geldpers aangezet. Een oplossing om uit de hyperinflatie te komen is te zorgen voor een lager begrotingstekort. Dit kan gebeuren door belastingen te verhogen of de uitgaven te verlagen. Beide zijn weinig populaire maatregelen en vereist veel vasthoudendheid bij politici en de regering.
De centrale banken spelen ook een rol, zij brengen extra geld – indirect - in omloop. In de Weimarrepubliek nam de Reichsbank de staatsobligaties in die de banken van de staat hadden gekocht. In ruil voor de obligaties kregen de banken geld wat weer werd uitgeleend aan de staat, bedrijven en particulieren.
Bij de bevolking ontbreekt het vertrouwen in het geld, het geld wordt zo snel als mogelijk weer uitgegeven vanwege de verwachte waardevermindering. Om het vertrouwen te herstellen zal de staat met concrete en zichtbare maatregelen moeten komen om het tekort terug te dringen. Verder helpt de koppeling van het geld met goud of buitenlandse valuta zoals in Hongarije in 1946 of in de Weimarrepubliek werd een link gelegd met land. De introductie van een nieuwe munt is belangrijk omdat de oude munt negatieve associaties heeft met de hyperinflatie en het heeft als praktisch voordeel dat de prijzen de toevoeging van miljoen of miljard verliezen.
De oplossing is vaak de combinatie van bovengenoemde maatregelen.

## Episodes
Het Cato Institute kwam in 2012 tot een totaal van 56 historische episodes van hyperinflatie.
Enkele voorbeelden van hyperinflatie:
- Duitsland (papiermark 1922 - 1923)
- Hongarije (Pengő 1945 - 1946)
- Brazilië (1980-1994)
- Zimbabwe (Zimbabwaanse dollar 2006 - 2009)[10]
- Venezuela (Venezolaanse bolivar 2018 -)[11]

De hoogste inflatie ooit is gemeten in Hongarije in juli 1946. De inflatie bereikte die maand een piek van 42.000.000.000.000.000% (4,2×1016%). Dit is gelijk aan 207% per dag en elke 15 uur verdubbelden de prijzen.